# Footwork FA14
A Footwork FA14 egy Formula–1-es versenyautó, amit a Footwork Arrows csapat tervezett az 1993-as Formula–1 világbajnokságra. Pilótái Derek Warwick és Szuzuki Aguri voltak.

## Áttekintés
A szezon első két versenyén az előző évi modell B-változatát használták. Az FA14-es jellegzetessége volt az érdekes kialakítású hátsó szárny és az akkoriban még mindig kevéssé elterjedt megemelt orr.
Az európai nagydíjon debütált Donningtonban, ahol mindkét versenyző kiesett. A teljesítmény nem volt az igazi: Szuzuki a szezonban egy hét kiesésből álló sorozatot hozott össze, Warwick pedig jobbára nem szerzett pontokat. Az idény második felére lett kicsit összeszedettebb az autó, Warwick ekkor a hazai versenyén, a brit nagydíjon szerzett pontot, majd a Hungaroringen negyedik lett. Végül az idény végül mindkét pilótától meg is váltak.
A német nagydíjon Warwick hatalmas balesetet szenvedett, a bemelegítő edzésen a sűrű esőben hátulról belerohant Luca Badoerbe, ripityára törve elkezdett irányíthatatlanul haladni előre, majd az autója fejreállt és így állt meg a kavicságyban. Csodával határos módon nem esett baja és a rajtrácsra is felállhatott.

## Eredmények
| Év   | Csapat               | Motor                | Gumik | Pilóták       | 1   | 2   | 3   | 4   | 5   | 6   | 7   | 8   | 9   | 10  | 11  | 12  | 13  | 14  | 15  | 16  | Pontok | Helyezés |
| ---- | -------------------- | -------------------- | ----- | ------------- | --- | --- | --- | --- | --- | --- | --- | --- | --- | --- | --- | --- | --- | --- | --- | --- | ------ | -------- |
| 1993 | Footwork Mugen Honda | Mugen-Honda MF-351HB | G     |               | RSA | BRA | EUR | SMR | ESP | MON | CAN | FRA | GBR | GER | HUN | BEL | ITA | POR | JPN | AUS | 4      | 9.       |
| 1993 | Footwork Mugen Honda | Mugen-Honda MF-351HB | G     | Derek Warwick |     |     | KI  | KI  | 13  | KI  | 16  | 13  | 6   | 17  | 4   | KI  | KI  | 15† | 14† | 10  | 4      | 9.       |
| 1993 | Footwork Mugen Honda | Mugen-Honda MF-351HB | G     | Szuzuki Aguri |     |     | KI  | 9   | 10  | KI  | 13  | 12  | KI  | KI  | KI  | KI  | KI  | KI  | KI  | 7   | 4      | 9.       |

* Minden pontot a Footwork FA14-essel szereztek.
† - nem fejezte be a versenyt, de rangsorolták, mert teljesítette a versenytáv 90 százalékát.

## Forráshivatkozások
1. ↑  https://www.autosport.com/f1/news/the-contrasting-fortunes-of-1993s-bottom-six-f1-teams-/10545839/
2. ↑  A Footwork-sztori (magyar nyelven). Napi F1 sztori, 2019. szeptember 23. (Hozzáférés: 2024. november 7.)